# Белозёрка (Николаевская область)
Белозёрка (укр. Білозірка, до 2016 г. — Бармашо́во) — село в Николаевском районе Николаевской области Украины.
Население по переписи 2001 года составляло 1757 человек. Почтовый индекс — 57231. Телефонный код — 512. Занимает площадь 2,15 км².

## Местный совет
57230, Николаевская обл., Витовский р-н, с. Белозёрка, ул. Советская, 108; тел. 28-33-34. Сельский совет тел. 68-47-34